# Dąbrowice (Opole)
Pour les articles homonymes, voir Dąbrowice.
Dąbrowice est une localité polonaise du gmina de Chrząstowice dans la voïvodie et le powiat d'Opole.